# Rúben Vezo
Rúben Miguel Nunes Vezo, meglio conosciuto come Rúben Vezo (Setúbal, 25 aprile 1994), è un calciatore portoghese, difensore dell'Olympiacos.

## Caratteristiche tecniche
Vezo è un difensore veloce e forte fisicamente, e tenendo conto della sua età può essere considerato una delle migliori prospettive per quanto riguarda il suo ruolo, tanto da essere valutato uno dei migliori giovani portoghesi. Pecca un po' per quanto riguarda la tecnica e deve acquisire ancora esperienza in partite importanti.

## Carriera

### Club
Aggregato dalla squadra principale della sua città, il Vitória Setúbal, all'età di quindici anni, viene occasionalmente portato in panchina in prima squadra sin dalla stagione 2011-2012. Il debutto arriva solo due anni più tardi, nella seconda giornata della massima divisione del campionato portoghese. Dopo soli cinque minuti dall'esordio nel professionismo il difensore viene coinvolto in un'azione discussa: sul tiro di Jackson Martínez, attaccante del Porto, effettua un salvataggio sulla riga, lasciando dubbi sulla possibile segnatura del colombiano. Sigla il suo primo gol assoluto in Coppa di Lega nel pareggio contro il Portimonense, aiutando il Vitória Setúbal a passare il turno.
Durante la sessione di calciomercato invernale 2013-2014 il giocatore passa ufficialmente al Valencia firmando un quadriennale e dopo aver effettuato le visite mediche con il club spagnolo già il 4 novembre, ovvero quasi due mesi prima dell'apertura del mercato. Il costo del cartellino di Vezo è stato di 1,6 milioni di euro, mentre la clausola rescissoria del nuovo contratto è stata fissata a sette milioni e mezzo di euro.
L'8 febbraio 2014 esordisce con la nuova maglia nella larga vittoria ottenuta per 5–0 contro il Betis, subentrando all'82º al posto di Philippe Senderos. Il primo gol arriva nella seconda presenza con il Valencia, quando anticipa il suo marcatore su una punizione nel recupero della partita contro il Granada, vinta per 2–1.
Il 31 agosto 2016 viene ceduto in prestito al Granada.
Nel 2019 viene acquistato dal Levante.
Il 22 Agosto 2021, a seguito dell'espulsione di Aitor Fernandez, va in porta.

### Nazionale
Dopo aver giocato nove minuti in una partita dell'Under-19 portoghese vinta per 3-0, viene convocato dall'Under-21 nazionale per le qualificazioni agli europei di categoria del 2015. Esordisce in tale competizione con l'Under-21 nella partita contro la Macedonia, vinta per 2–0.
Nel maggio del 2014 prende parte al Torneo di Tolone da titolare, partecipando alle prime tre vittorie portoghesi nel girone.

## Palmarès

### Club

#### Competizioni nazionali
- Coppa di Spagna: 1

Valencia: 2018-2019

#### Competizioni internazionali
- UEFA Conference League: 1

Olympiakos: 2023-2024

## Statistiche

### Presenze e reti nei club
Statistiche aggiornate al 1º febbraio 2024.
| Stagione        | Squadra         | Campionato      | Campionato | Campionato | Coppe nazionali | Coppe nazionali | Coppe nazionali | Coppe internazionali | Coppe internazionali | Coppe internazionali | Altre coppe | Altre coppe | Altre coppe | Totale | Totale |
| Stagione        | Squadra         | Comp            | Pres       | Reti       | Comp            | Pres            | Reti            | Comp                 | Pres                 | Reti                 | Comp        | Pres        | Reti        | Pres   | Reti   |
| --------------- | --------------- | --------------- | ---------- | ---------- | --------------- | --------------- | --------------- | -------------------- | -------------------- | -------------------- | ----------- | ----------- | ----------- | ------ | ------ |
| 2013-gen. 2014  | Vitória         | PL              | 12         | 0          | CP+CdL          | 1+2             | 0+1             |                      | -                    | -                    |             | -           | -           | 15     | 1      |
| gen.-giu. 2014  | Valencia        | PD              | 8          | 1          | CR              | 0               | 0               | UEL                  | -                    | -                    |             | -           | -           | 8      | 1      |
| 2014-2015       | Valencia        | PD              | 7          | 0          | CR              | 3               | 0               | -                    | -                    | -                    |             | -           | -           | 10     | 0      |
| 2015-2016       | Valencia        | PD              | 15         | 0          | CR              | 6               | 0               | UCL+UEL              | 3+3                  | 0+1                  | -           | -           | -           | 27     | 1      |
| lug.-ago.2016   | Valencia        | PD              | 1          | 0          | CR              | -               | -               | -                    | -                    | -                    | -           | -           | -           | 1      | 0      |
| ago.2016-2017   | Granada         | PD              | 18         | 0          | CR              | 1               | 0               | -                    | -                    | -                    | -           | -           | -           | 19     | 0      |
| 2017-2018       | Valencia        | PD              | 19         | 0          | CR              | 7               | 1               | -                    | -                    | -                    | -           | -           | -           | 26     | 1      |
| 2018-gen.2019   | Valencia        | PD              | 4          | 0          | CR              | 5               | 0               | UEL                  | 3                    | 0                    | -           | -           | -           | 12     | 0      |
| Totale Valencia | Totale Valencia | Totale Valencia | 54         | 1          |                 | 21              | 1               |                      | 9                    | 1                    |             |             |             | 84     | 3      |
| gen.-giu.2019   | Levante         | PD              | 15         | 2          | CR              | -               | -               | -                    |                      | -                    | -           | -           | -           | 15     | 2      |
| 2019-2020       | Levante         | PD              | 29         | 0          | CR              | 1               | 0               | -                    |                      | -                    | -           | -           | -           | 30     | 0      |
| 2020-2021       | Levante         | PD              | 32         | 1          | CR              | 5               | 0               | -                    |                      | -                    | -           | -           | -           | 37     | 1      |
| 2021-2022       | Levante         | PD              | 32         | 0          | CR              | -               | -               | -                    |                      | -                    | -           | -           | -           | 32     | 0      |
| 2022-2023       | Levante         | SD              | 27+3       | 0          | CR              | 1               | 0               | -                    |                      | -                    | -           | -           | -           | 31     | 0      |
| 2023-gen.2024   | Levante         | SD              | 19         | 0          | CR              | 1               | 0               | -                    |                      | -                    | -           | -           | -           | 20     | 0      |
| Totale Levante  | Totale Levante  | Totale Levante  | 154+3      | 3          |                 | 8               | 0               |                      |                      |                      |             |             |             | 165    | 3      |
| gen.-giu. 2024  | Olympiakos      | SL              | 0          | 0          | CG              | 0               | 0               | UECL                 | 0                    | 0                    | -           | -           | -           | 0      | 0      |
| Totale carriera | Totale carriera | Totale carriera | 238+3      | 4          |                 | 33              | 2               |                      | 9                    | 1                    |             |             |             | 283    | 7      |

### Cronologia presenze e reti in nazionale
| Cronologia completa delle presenze e delle reti in nazionale ― Portogallo under 21 | Cronologia completa delle presenze e delle reti in nazionale ― Portogallo under 21 | Cronologia completa delle presenze e delle reti in nazionale ― Portogallo under 21 | Cronologia completa delle presenze e delle reti in nazionale ― Portogallo under 21 | Cronologia completa delle presenze e delle reti in nazionale ― Portogallo under 21 | Cronologia completa delle presenze e delle reti in nazionale ― Portogallo under 21 | Cronologia completa delle presenze e delle reti in nazionale ― Portogallo under 21 | Cronologia completa delle presenze e delle reti in nazionale ― Portogallo under 21 |
| Data                                                                               | Città                                                                              | In casa                                                                            | Risultato                                                                          | Ospiti                                                                             | Competizione                                                                       | Reti                                                                               | Note                                                                               |
| ---------------------------------------------------------------------------------- | ---------------------------------------------------------------------------------- | ---------------------------------------------------------------------------------- | ---------------------------------------------------------------------------------- | ---------------------------------------------------------------------------------- | ---------------------------------------------------------------------------------- | ---------------------------------------------------------------------------------- | ---------------------------------------------------------------------------------- |
| 5-3-2014                                                                           | Barcelos                                                                           | Portogallo under 21                                                                | 2 – 0                                                                              | Macedonia under 21                                                                 | Qual. Europeo Under-21 2015                                                        | -                                                                                  |                                                                                    |
| 9-10-2014                                                                          | Alkmaar                                                                            | Paesi Bassi under 21                                                               | 0 – 2                                                                              | Portogallo under 21                                                                | Qual. Europeo Under-21 2015                                                        | -                                                                                  |                                                                                    |
| 14-10-2014                                                                         | Paços de Ferreira                                                                  | Portogallo under 21                                                                | 5 – 4                                                                              | Paesi Bassi under 21                                                               | Qual. Europeo Under-21 2015                                                        | 1                                                                                  |                                                                                    |
| 12-11-2015                                                                         | Arouca                                                                             | Portogallo under 21                                                                | 4 – 0                                                                              | Albania under 21                                                                   | Qual. Europeo Under-21 2017                                                        | 1                                                                                  |                                                                                    |
| 17-11-2015                                                                         | Petah Tiqwa                                                                        | Israele under 21                                                                   | 0 – 3                                                                              | Portogallo under 21                                                                | Qual. Europeo Under-21 2017                                                        | -                                                                                  |                                                                                    |
| Totale                                                                             |                                                                                    | Presenze                                                                           | 5                                                                                  |                                                                                    | Reti                                                                               | 2                                                                                  |                                                                                    |

| Cronologia completa delle presenze e delle reti in nazionale ― Portogallo under 20 | Cronologia completa delle presenze e delle reti in nazionale ― Portogallo under 20 | Cronologia completa delle presenze e delle reti in nazionale ― Portogallo under 20 | Cronologia completa delle presenze e delle reti in nazionale ― Portogallo under 20 | Cronologia completa delle presenze e delle reti in nazionale ― Portogallo under 20 | Cronologia completa delle presenze e delle reti in nazionale ― Portogallo under 20 | Cronologia completa delle presenze e delle reti in nazionale ― Portogallo under 20 | Cronologia completa delle presenze e delle reti in nazionale ― Portogallo under 20 |
| Data                                                                               | Città                                                                              | In casa                                                                            | Risultato                                                                          | Ospiti                                                                             | Competizione                                                                       | Reti                                                                               | Note                                                                               |
| ---------------------------------------------------------------------------------- | ---------------------------------------------------------------------------------- | ---------------------------------------------------------------------------------- | ---------------------------------------------------------------------------------- | ---------------------------------------------------------------------------------- | ---------------------------------------------------------------------------------- | ---------------------------------------------------------------------------------- | ---------------------------------------------------------------------------------- |
| 21-5-2014                                                                          | Tolone                                                                             | Messico under 20                                                                   | 0 – 2                                                                              | Portogallo under 20                                                                | Torneo di Tolone 2014 - 1º turno                                                   | -                                                                                  |                                                                                    |
| 23-5-2014                                                                          | Hyères                                                                             | Portogallo under 20                                                                | 3 – 1                                                                              | Cile under 20                                                                      | Torneo di Tolone 2014 - 1º turno                                                   | -                                                                                  |                                                                                    |
| 27-5-2014                                                                          | Aubagne                                                                            | Cina under 20                                                                      | 1 – 4                                                                              | Portogallo under 20                                                                | Torneo di Tolone 2014 - 1º turno                                                   | -                                                                                  |                                                                                    |
| 29-5-2014                                                                          | Tolone                                                                             | Francia under 20                                                                   | 2 – 1                                                                              | Portogallo under 20                                                                | Torneo di Tolone 2014 - 1º turno                                                   | 1                                                                                  |                                                                                    |
| 1-6-2014                                                                           | Avignone                                                                           | Portogallo under 20                                                                | 1 – 0                                                                              | Inghilterra under 20                                                               | Torneo di Tolone 2014 - Finale 3º posto                                            | -                                                                                  | 80’                                                                                |
| Totale                                                                             |                                                                                    | Presenze                                                                           | 5                                                                                  |                                                                                    | Reti                                                                               | 1                                                                                  |                                                                                    |

| Cronologia completa delle presenze e delle reti in nazionale ― Portogallo under 19 | Cronologia completa delle presenze e delle reti in nazionale ― Portogallo under 19 | Cronologia completa delle presenze e delle reti in nazionale ― Portogallo under 19 | Cronologia completa delle presenze e delle reti in nazionale ― Portogallo under 19 | Cronologia completa delle presenze e delle reti in nazionale ― Portogallo under 19 | Cronologia completa delle presenze e delle reti in nazionale ― Portogallo under 19 | Cronologia completa delle presenze e delle reti in nazionale ― Portogallo under 19 | Cronologia completa delle presenze e delle reti in nazionale ― Portogallo under 19 |
| Data                                                                               | Città                                                                              | In casa                                                                            | Risultato                                                                          | Ospiti                                                                             | Competizione                                                                       | Reti                                                                               | Note                                                                               |
| ---------------------------------------------------------------------------------- | ---------------------------------------------------------------------------------- | ---------------------------------------------------------------------------------- | ---------------------------------------------------------------------------------- | ---------------------------------------------------------------------------------- | ---------------------------------------------------------------------------------- | ---------------------------------------------------------------------------------- | ---------------------------------------------------------------------------------- |
| 8-2-2013                                                                           | La Manga del Mar Menor                                                             | Norvegia under 19                                                                  | 0 – 3                                                                              | Portogallo under 19                                                                | Amichevole                                                                         | -                                                                                  | 85’                                                                                |
| Totale                                                                             |                                                                                    | Presenze                                                                           | 1                                                                                  |                                                                                    | Reti                                                                               | 0                                                                                  |                                                                                    |